# (79969) 1999 CP133
1999 سي بي 133 (ويعرف أيضًا باسم (79969) 1999 سي بي 133 وفق تسمية الكوكب الصغير) (بالإنجليزية: 1999 CP133)‏ هو كويكب ضمن حزام الكويكبات؛ وترتيبه 79969 من حيث الاكتشاف.
اكتُشف هذا الجُرم الفلكي بواسطة جين لوو في 11 فبراير 1999.

## وصلات خارجية
- (79969) 1999 CP133 في قاعدة بيانات مختبر الدفع النفاث لأجرام النظام الشمسي الصغيرة

- الاكتشاف · مخطط المدار ·  العناصر المدارية · المعلمات المادية

- (79969) 1999 CP133 على موقع ويكي سكاي: DSS2, SDSS, GALEX, IRAS, Hydrogen α, X-Ray, Astrophoto, Sky Map, Articles and images